# Nokia 5140

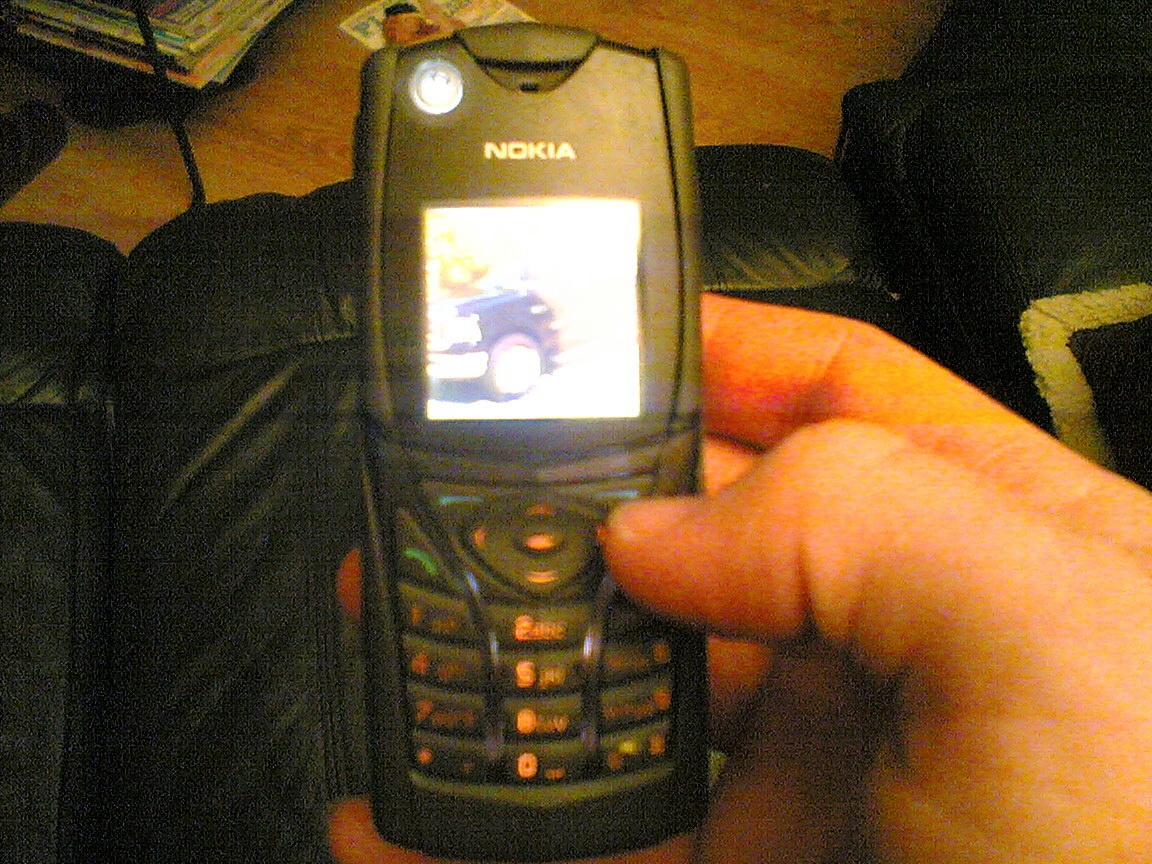
Un Nokia 5140.

Le Nokia 5140, ou 5140i, est un téléphone cellulaire lancé par Nokia en 2003. Il est conçu pour les activités professionnelles ou sportives de plein air, possède une coque imperméable à l'eau et à la neige, une boussole et un appareil photo VGA. Il possède un haut-parleur intégré, un entraîneur sportif virtuel, une lampe torche fonctionnant à l'aide d'une Diode électroluminescente et une radio FM. Il lit les SMS, MMS et les courriels.
Il peut lire à peu près toutes les applications Java que l'on télécharge par IrDA ou par WAP. Il possède un agenda, une liste des choses à faire et une alarme-radio-réveil.
Successeur du Nokia 5100, il a été remplacé par le Nokia 5500 SPort.